# Pere de Planella
Pere de Planella   (Moià, valor desconegut - Barcelona, 1385) fou un eclesiàstic català, bisbe d'Elna i de Barcelona.

## Biografia
Fou nomenat bisbe d'Elna l'any 1361, quan era canonge a Mallorca, i fou l'iniciador del canal del Tec, el qual afavorí la indústria de draps de Perpinyà. S'enfrontà amb els cònsols de Perpinyà per les imposicions del rei Pere III d'Aragó, fins al punt que Arnau, vicari general i abat de Sant Genís de Fontanes, llançà un interdicte a tota la ciutat el 1369. Enmig d'aquestes lluites, en les quals intervingué el papa, fou nomenat bisbe de Barcelona l'any 1371 i traslladat a aquesta ciutat. A la catedral de Barcelona feu construir la càtedra episcopal del cor, que porta el seu escut, i el 1380 presidí els trasllats a la catedral dels cossos de santa Maria de Cervelló i de sant Oleguer.
La seva tomba és a la capella del Santíssim o dels Planella, a l'església de Santa Maria de Moià. La família dels Planella van tenir el domini senyorial de la vila de Moià fins a l'any 1501.